# Calle 57 (estación)
La estación sencilla Temporal Calle 57 hace parte del sistema de transporte masivo de Bogotá llamado TransMilenio, el cual fue inaugurado en el año 2000. La estructura original de la estación estuvo en funcionamiento hasta el 16 de agosto de 2025, fecha en la que fue cerrada para llevar a cabo su demolición completa para iniciar las labores de construcción de una nueva estación, debido al paso del viaducto de la primera línea del metro de Bogotá. Sin embargo, los servicios fueron trasladados a una estructura temporal con el fin de reducir la afectación a los usuarios.

## Ubicación
La estación está ubicada en el nororiente de la ciudad, específicamente en la Avenida Caracas entre la calle 54A y la Avenida Calle 57.
Atiende la demanda de los barrios Chapinero Central, Chapinero Occidental y sus alrededores.
En las cercanías están la sede general del SENA, el Instituto Educativo Distrital Manuela Beltrán, la Alcaldía Local de Chapinero, el Colegio Inglaterra Real de Chapinero, la Parroquia del Divino Salvador y la Defensoría del Pueblo.

## Origen del nombre
La estación recibe su nombre de la vía ubicada por la salida norte de la estación. Conocida por sus palmas fénix, la Calle 57 es una vía de corta longitud pero importante en el Chapinero tradicional. Va desde la Carrera 13 (como vía importante, en realidad inicia en la Carrera Séptima) hasta la Transversal 28, donde termina en el Estadio El Campín.

## Historia
En el año 2000 fue inaugurada la fase I del sistema TransMilenio, desde el Portal 80, hasta la estación Tercer Milenio, incluyendo la estación Calle 57. 

### Cierre temporal
En mayo de 2025 se anunció que la estación Calle 57 sería cerrada en su totalidad para ser demolida y así dar inicio a las obras correspondientes a la cimentación y construcción del viaducto de la línea 1 del Metro de Bogotá sobre el mismo corredor. Sin embargo, se tomó la decisión de construir de una estructura temporal a metros donde se encontraba la estructura original para que así se puedan realizar las obras de demolición de la estación Calle 57 y mantener al mismo tiempo en funcionamiento los servicios que funcionan en la estación Calle 57.

## Servicios de la estación

### Servicios troncales
| Tipo                                                                     | Rutas al Norte | Rutas al Sur |
| ------------------------------------------------------------------------ | -------------- | ------------ |
| Ruta fácil                                                               | 6 8            | 6 8          |
| Expresos todos los días todo el día                                      | C15            | H15          |
| Expresos todos los días todo el día (temporal por cierre estación Marly) | B75            | H75          |
| Expresos lunes a sábado todo el día                                      | B23 B74 D24    | J24 J74 K23  |
| Expresos lunes a viernes hora pico de la mañana                          | A61            |              |
| Expresos lunes a viernes hora pico de la tarde                           |                | F61          |

### Esquema
| ← Norte  |                    |                    |          |
| Calle 59 | 6A61C15D24         | 8B23B74B75         | Calle 57 |
|          | Vagón 2 (temporal) | Vagón 1 (temporal) |          |
| Calle 59 | 68H15H75           | F61J24J74K23       | Calle 57 |
| Sur →    |                    |                    |          |

### Servicios urbanos
Así mismo funcionan las siguientes rutas urbanas del SITP en los costados externos a la estación, circulando por los carriles de tráfico mixto sobre la Avenida Caracas, con posibilidad de trasbordo usando la tarjeta TuLlave:
| Código | Sector                             | Dirección            | Rutas     |
| ------ | ---------------------------------- | -------------------- | --------- |
| 700A00 | A Barrio Chapinero Central         | Av. Caracas - CL 57  | A001      |
| 688A00 | A Estación Calle 57                | Av. Caracas - CL 54A | Sin rutas |
| 699A00 | A Secretaría Distrital de Ambiente | Av. Caracas - CL 54  | A001      |
| 683A00 | A Avenida Caracas                  | Av. Calle 57 - KR 13 | A516A518  |

## Ubicación geográfica
| Noroeste: Teusaquillo                        | Norte: A Calle 63 | Nordeste: Chapinero |
| Oeste: E Campín - Universidad Antonio Nariño |                   | Este: Chapinero     |
| Suroeste: Teusaquillo                        | Sur: A Marly      | Sureste: Chapinero  |